# Ligurische Sprache (romanisch)
Ligurisch ist eine romanische Sprache, die in Ligurien in Norditalien gesprochen wird sowie in Teilen der südfranzösischen Mittelmeerküste (Côte d’Azur) und in Monaco. Der genuesische Dialekt (Zenéize), der von alteingesessenen Bewohnern der Stadt Genua, der ligurischen Hauptstadt, gesprochen wird, ist einer der bekanntesten Dialekte der ligurischen Sprache.
Ligurisch gehört zur norditalienischen (oder: padanischen) Dialektgruppe innerhalb der romanischen Sprachen und unterscheidet sich daher deutlich vom Standarditalienischen, das südlich der La-Spezia-Rimini-Linie gesprochen wird, ähnliches gilt für die anderen norditalienischen Sprachformen Piemontesisch, Lombardisch, Venetisch und Emilianisch.
Die Sprache verschwindet zunehmend, wird aber immer noch von vielen, speziell älteren Einwohnern der Provinz Ligurien gesprochen.

## Geographische Verbreitung

Ligurische Sprache

Außerhalb Liguriens wird die Sprache auch in der nördlichen Toskana (in Teilen der Provinz Massa-Carrara rund um die Stadt Pontremoli), im Piemont (in Teilen der Provinz Alessandria rund um Ovada und Novi Ligure sowie im Borbera-Tal), in der Emilia-Romagna (in Teilen der Provinz Piacenza rund um Borgo Val di Taro), im französischen Département Alpes-Maritimes (in einigen Dörfern rund um Nizza), in Teilen von Sardinien und Korsika (als Hinterlassenschaft der genuesischen Seeleute, die diese Inseln einst beherrschten) und in Monaco gesprochen. Dort wurde die Sprache offiziell unter dem Namen monegassischer Dialekt (oder lokal: Munegascu) als dritte Amtssprache anerkannt.
Die Nizzardo-Italiener sprachen bis zur Annexion des Gebietes um Nizza durch Frankreich im Jahre 1860 eine ähnliche Sprache.

## Alphabet
Das ligurische Alphabet umfasst:
- 8 Vokale: a, e, i, o, u, y, ai, eu
- 18 Konsonanten: b, c, ç, d, f, g, h, j, l, m, n, p, q, r, s, t, v, x, z, ʒ.

### Aussprache
Die in der Mehrheit der romanischen Sprachen unbekannten palatalen Laute /ø/ und /y/ gehören zu den Besonderheiten der galloromanischen Sprachen. Es gibt mehrere Schreibweisen, sie wiederzugeben, da das Ligurische vor allem mündlich benutzt wird und selten als Schriftsprache. Neben eu und u (also wie im Französischen) werden manchmal wie im Lombardischen und Piemontesischen die ö, ü verwendet. Der Laut /ɛː/ (wie langes deutsches ä) wird ai oder manchmal æ, ä geschrieben. Überdies gibt es eine sich am Okzitanischen orientierende Schreibweise, bei welcher ó für den Laut [u] stehen (und ò entsprechend für [o] steht).
Nur die vom Deutschen abweichenden Merkmale sind beschrieben:

#### Vokale
- ai – deutsches ä
- eu – deutsches ö
- u – deutsches ü
- der Gravis-Akzent ` (der Akut ´, wenn ó, é offen gesprochen werden) gibt die Silbenbetonung an.
- mit einem Zirkumflex ^ versehener Buchstabe wird lang gesprochen, z. B. in o mâ, „das Meer“.

#### Konsonanten
- c – k k vor a, o, u; tʃ tsch vor e, i
- ç – ts z
- ch vor e, i – k k
- g – g g vor a, o, u; dʒ dsch vor e, i
- gh vor e, i – g g
- h – stumm
- hu vor Vokalen – gw stimmhafte Entsprechung zu qu
- j – j j wie auf Italienisch
- lv – w englisches w
- n, nn – nasaliert zu ng; m vor b, p, v
- nn- – nicht nasaliert, wie deutsches n oder nn, z. B. in Sann-a. Gebietsweise (etwa in Novi Ligure und Umgebung) doch nasaliert wie beim Wort „singen“
- q – stumm
- qu vor Vokalen – kw wie auf Italienisch, nicht k wie in Frankreich
- r – r gerollt (bei alteingesessenen Genuesen ähnlich wie das französische r)
- s – s immer scharfes ß
- sch – sk sk
- sx – ʃ sch
- v – v w
- x – ʒ weiches (stimmhaftes) sch (wie französisches j) wie bei xanbón („Schinken“)
- z – weiches (stimmhaftes) s (z. B. beim Wort Zena (Genua) wird z wie Sonne oder Sehne ausgesprochen)
- ʒ – dz ds

## Wortschatz
In der Schreibweise der Genueser Académia Ligùstica do Brénno:
- o péi „Birne“ (it. und sp. pera, fr. poire, pt. pêra), Pl. e péie (f.)
- o méi „Apfel“ (it. mela), im Plural jedoch feminin: e méie
- o fîgo „Feige“ (it. fico fr. figue), Pl. e fighe (f.)
- o pèrsego „Pfirsich“ (pt. pêssego, it. pesca, fr. pêche, kat. préssec)
- a franboâza „Himbeere“ (fr. framboise)
- a çêxa „Kirsche“ (it. ciliegia, sp. cereza, fr. cerise)
- o meréllo oder o mêlo „Erdbeere“
- l’articiòcca „Artischocke“ (it. carciofo)
- a tomâta „Tomate“ (it. pomodoro)
- a nôxe „Nuss“, „Nussbaum“ (it. noce)
- a nisêua „Haselnuss“ (it. nocciola, fr. noisette)
- o bricòcalo „Aprikose“ (it. albicocca, kat. albercoc)
- l’ûga „Weintraube“ (it. und sp. uva)
- o pigneu „Pinienkern“ (it. pinolo)
- arvî „öffnen“ (it. aprire, fr. ouvrir, sp. abrir)
- serâ „schließen“ (sp. cerrar)
- a lûxe „Licht“ (it. luce, fr. lumière)
- a ca oder a câza „Haus“ (it. casa; kat. und ven. ca)
- l’êuvo „Ei“ (it. uovo, fr. oeuf)
- l’éuggio „Auge“ (it. occhio, fr. l’œil, kat. ull)
- a bócca „Mund“ (it. bocca)
- a tésta „Kopf“ (it. testa)
- a schénn-a „Rücken“ (it. schiena, kat. esquena)
- o cû „Hintern“ (it. culo, fr. und kat. cul)
- o bràsso „Arm“ (it. braccio, fr. bras)
- a gànba „Bein“ (it. gamba, fr. jambe, kat. cama)
- o cheu „Herz“ (it. cuore, fr. cœur)